# McKenzie Pass

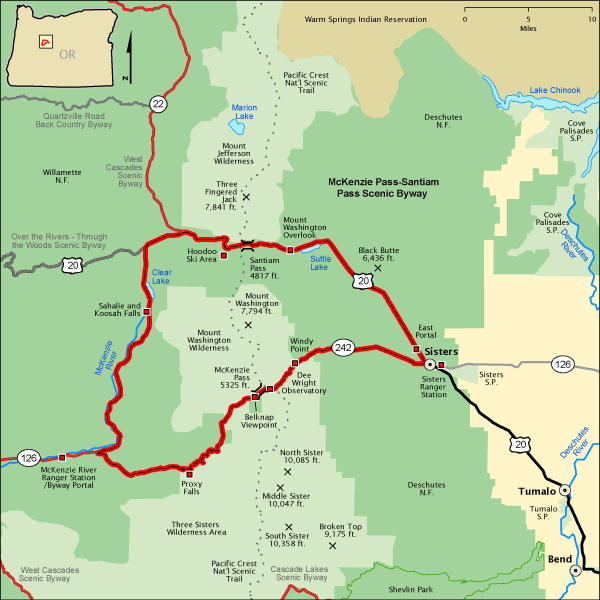
National Scenic Byway McKenzie Pass – Santiam Pass

Der McKenzie Pass ist ein 1623 m hoher Gebirgspass in der Kaskadenkette im US-Bundesstaat Oregon. Er liegt an der Grenze zwischen dem Linn County und dem Deschutes County, etwa 40 km nordwestlich von Bend, zwischen den Three Sisters im Süden und dem Mount Washington im Norden. Der Highway Oregon Route 242 überquert den Pass.
Auf der Passhöhe durchquert die Oregon Route 242 ein 170 km² großes Lavafeld westlich von Sisters (Oregon). Ein als Dee Wright Observatory bezeichneter Aussichtspunkt mit Informationstafeln zu den umgebenden Bergen wurde 1935 von Arbeitern des Civilian Conservation Corps erbaut und nach ihrem Vorarbeiter benannt. Ebenfalls in der Nähe des Passes befindet sich der Clear Lake.
Der Pass ist nach Donald McKenzie benannt, einem schottisch-kanadischen Pelzhändler, der im frühen 19. Jahrhundert Teile des pazifischen Nordwestens für die Pacific Fur Company erkundete.

## Astronautentraining
Mehrere Landschaften in Zentral-Oregon wurden zwischen 1964 und 1966 als Trainingsgelände für Apollo-Astronauten genutzt. Die Astronauten übten das Gehen auf einem Gelände, das der Oberfläche des Mondes ähnelte. Im August 1964 übte Walter Cunningham auf einem Lavafeld am McKenzie Pass, wobei er stürzte und seinen Raumanzug aufriss. Cunningham war 1968 zweiter Pilot des Apollo-7-Raumflugs.